# Paracyathus fulvus
Espèce
Statut CITES
Paracyathus fulvus est une espèce de coraux appartenant à la famille des Caryophylliidae.